# نور محمد تشارلي
نور محمد تشارلي هو ممثل باكستاني (وحمل سابقاً جنسية الراج البريطاني)، ولد في 1 يوليو 1911، وتوفي في 30 يونيو 1983 في باكستان.

## وصلات خارجية
- نور محمد تشارلي على موقع IMDb (الإنجليزية)
- نور محمد تشارلي على موقع قاعدة بيانات الفيلم (الإنجليزية)